# Kisdemeter
Kisdemeter (románul: Dumitrița, németül: Waltersdorf, erdélyi szász nyelven Woldersdorf) falu Romániában, Erdélyben, Beszterce-Naszód megyében.

## Fekvése
Besztercétől 14 km-re délkeletre, Alsóbudak, Felsőbudak, Petres és Sajósolymos közt fekvő település.

## Nevének eredete
A település nevét a Szent Demeter tiszteletére szentelt római-katolikus (ma lutheránus) temploma után kapta. A Kis- előtag a közeli Nagydemetertől való megkülönböztetésül szolgál.

## Története
1334-ben Sanctus Demetrius néven említik először. A települést szász telepesek alapították.
Lakossága a reformáció idején felvette a lutheránus vallást.
A trianoni békeszerződésig Beszterce-Naszód vármegye Jádi járásához tartozott.
Német lakosságát a második világháború után kitelepítették, helyükre román telepesek érkeztek.

## Lakossága
1910-ben 933 lakosa volt, ebből 544 német, 207 román, 143 cigány és 39 magyar nemzetiségűnek vallotta magát.
2002-ben 781 lakosából 601 fő román, 179 cigány és 1 német volt.

## Látnivaló
- A 14. században épült lutheránus temploma.